# Zell unter Aichelberg
Zell unter Aichelberg é um município da Alemanha, no distrito de Göppingen, na região administrativa de Estugarda , estado de Baden-Württemberg.